# Męczennicy Brazylijscy
Męczennicy Brazylijscy – święci Kościoła katolickiego, którzy ponieśli śmierć za wiarę w 1645 roku.

## Geneza męczeństwa
Według źródeł historycznych w dwóch morderstwach masowych dokonanych w Cunhaú i Uruaçu zginęło 150 wiernych wraz z trójką kapłanów. 16 lipca 1645 roku w czasie odprawiania Mszy św. przez Andrzeja de Soveral miejscowi Indianie razem z holenderskimi żołnierzami wtargnęło do kościoła i zamordowali Andrzeja de Soveral, a także wiernych. Zidentyfikowano jednego męczennika Domingosa Carvalho. Pozostali męczennicy ponieśli śmierć męczeńską z rąk władz holenderskich nad brzegiem rzeki Uruaçu razem z Ambrożym Franciszkiem Ferro.

## Lista męczenników z  Uruaçu
- Stefan Machado de Miranda i jego dwie córki[2]
- Antoni Barracho[2]
- Antoni Vilela Cid[2]
- Mateusz Moreira[2]
- Jan Martins[2]
- Antoni Vilela młodszy wraz z córką[2]
- Szymon Correia[2]
- Manuel Rodrigues de Moura z żoną[2]
- Józef do Porto[2]
- Wincenty de Souza Pereira[2]
- siedmiu młodych towarzyszy[2]
- Jan Lostau Navarro[2]
- Córka Franciszka Diasa młodszego[2]
- Diogo Pereira[2]
- Franciszek Mendes Pereira[2]
- Franciszek de Bastos[2]
- Jan da Silveira[2]

## Beatyfikacja i kanonizacja
Grupę męczenników beatyfikował papież Jan Paweł II w 2000 roku. Brazylijskim męczennikom poświęcono sanktuarium w miejscu ich męczeńskiej śmierci.
23 marca 2017 papież Franciszek podpisał dekret uznający cud za wstawiennictwem bł. Męczenników z Brazylii, zaś 20 kwietnia 2017 podczas konsystorza wyznaczył datę ich kanonizacji. W spisanie ich w poczet świętych wraz z pięcioma nowymi świętymi nastąpiło 15 października 2017 na placu świętego Piotra przez papieża Franciszka.

## Upamiętnienie
12 października w dniu wspomnienia męczenników decyzją władz stanowych Rio Grande do Norte został ogłoszony dniem wolnym od pracy.